# Bertiera zaluzania
Bertiera zaluzania là một loài thực vật có hoa trong họ Thiến thảo. Loài này được Comm. ex C.F.Gaertn. mô tả khoa học đầu tiên năm 1806.